# 荔城街道
荔城街道是中国广东省广州市增城区所辖的一个街道，2004年之前为荔城镇，2004年撤镇设街道，是增城区政府所在地。人口17万，常住人口15.5万，总面积149.71平方公里。
2019年7月，以荔城街道原管辖的罗岗、明星、光明、太平、五一、西瓜岭、三联等7个村委会和雁塔社区居委会区域为荔湖街道行政管辖范围。

## 行政区划
荔城街道现辖棠厦、庆东、木潭、龙角、莲塘、群爱、桥头、棠村、廖隔塘、廖村、迳吓、蒋村、新联、庆丰、城丰、夏街、金星等17个村委会和富鹏、锦绣、沙园、百花、开园、华峰、荔星、金竹、西园、挂绿、继枚、相江、凤凰、环翠、兴发、沿江等16个社区居委会。

## 交通

### 地铁
█21号线：增城广场站、钟岗站